# Мемориальный музей укиё-е Ота
Мемориальный музей укиё-э Ота (англ. Ōta Memorial Museum of Art (Ukiyo-e), яп. 浮世絵 太田記念美術館, Ukiyo-e Ōta kinen bijutsukan) — музей, расположенный в районе Сибуя, г.Токио, Япония. Музей открылся в январе 1980 года. В нём выставляются укиё-э из коллекции Ота Сеизо V (Ōta Seizo V), которая насчитывает более 12.000 произведений искусства.